# Championnats d'Afrique de judo 2018
Navigation
Édition précédente Édition suivante
Les championnats d'Afrique de judo 2018 sont disputés du 12 au 15 avril 2018 à Tunis en Tunisie. Il s’agit de la 39e édition de cette compétition.

## Tableau des médailles
Le tableau des médailles officiel ne prend pas en compte la compétition par équipes.
| Rang  | Nation                           | Or | Argent | Bronze | Total |
| ----- | -------------------------------- | -- | ------ | ------ | ----- |
| 1     | Tunisie                          | 5  | 4      | 6      | 15    |
| 2     | Algérie                          | 4  | 3      | 9      | 16    |
| 3     | Maroc                            | 4  | 3      | 3      | 11    |
| 4     | Égypte                           | 3  | 4      | 3      | 9     |
| 5     | Sénégal                          | 0  | 2      | 2      | 4     |
| 6     | Afrique du Sud                   | 0  | 0      | 3      | 3     |
| 6     | Cameroun                         | 0  | 0      | 3      | 3     |
| 8     | Angola                           | 0  | 0      | 1      | 1     |
| 8     | Gabon                            | 0  | 0      | 1      | 1     |
| 8     | République démocratique du Congo | 0  | 0      | 1      | 1     |
| Total | Total                            | 16 | 16     | 32     | 64    |

## Podiums

### Femmes
| Épreuves                          | Or                            | Argent                   | Bronze                                                                 |
| --------------------------------- | ----------------------------- | ------------------------ | ---------------------------------------------------------------------- |
| Moins de 48 kg poids super-légers | Olfa Saoudi Tunisie           | Aziza Chakir Maroc       | Hadjer Mecerem Algérie Geronay Whitebooi Afrique du Sud                |
| Moins de 52 kg poids mi-légers    | Fatima Zahra El Qorachi Maroc | Hela Ayari Tunisie       | Faïza Aissahine Algérie Meriem Moussa Algérie                          |
| Moins de 57 kg poids légers       | Soumiya Iraoui Maroc          | Lamiaa Alzenan Égypte    | Nesria Jelassi Tunisie Ghofran Khelifi Tunisie                         |
| Moins de 63 kg poids mi-moyens    | Meriem Bjaoui Tunisie         | Sofia Belattar Maroc     | Imène Agouar Algérie Amina Belkadi Algérie                             |
| Moins de 70 kg poids moyens       | Asma Niang Maroc              | Souad Bellakehal Algérie | Nihel Landolsi Tunisie Karene Agono Wora Gabon                         |
| Moins de 78 kg poids mi-lourds    | Kaouthar Ouallal Algérie      | Sarra Mzougui Tunisie    | Unelle Snyman Afrique du Sud Alaa Hamed Égypte                         |
| Plus de 78 kg poids lourds        | Nihel Cheikhrouhou Tunisie    | Sonia Asselah Algérie    | Monica Sagna Sénégal Hortence Vanessa Mballa Atangana Cameroun         |
| Open kg Toutes catégories         | Nihel Cheikhrouhou Tunisie    | Monica Sagna Sénégal     | Unelle Snyman Afrique du Sud Hortence Vanessa Mballa Atangana Cameroun |

### Hommes
| Épreuves                          | Or                               | Argent                          | Bronze                                                          |
| --------------------------------- | -------------------------------- | ------------------------------- | --------------------------------------------------------------- |
| Moins de 60 kg poids super-légers | Issam Bassou Maroc               | Fraj Dhouibi Tunisie            | Moussa Diop Sénégal Rabahi Salim Algérie                        |
| Moins de 66 kg poids mi-légers    | Mohamed Abdelmawgoud Égypte      | Ahmed Abdelrahman Égypte        | Imad Bassou Maroc Houd Zourdani Algérie                         |
| Moins de 73 kg poids légers       | Fethi Nourine Algérie            | Mohamed Mohyeldin Égypte        | Acácio Quifucussa Angola Ahmed El Meziati Maroc                 |
| Moins de 81 kg poids mi-moyens    | Mohamed Abdelaal Égypte          | Achraf Moutii Maroc             | Abdelaziz Ben Ammar Tunisie Abdelrahman Mohamed Égypte          |
| Moins de 90 kg poids moyens       | Abderrahmane Benamadi Algérie    | Oussama Mahmoud Snoussi Tunisie | Ali Hazem Égypte Eyale Le Beau République démocratique du Congo |
| Moins de 100 kg poids mi-lourds   | Ramadan Darwish Égypte           | Lyès Bouyacoub Algérie          | Bilal Belhimer Algérie Anis Ben Khaled Tunisie                  |
| Plus de 100 kg poids lourds       | Faïcel Jaballah Tunisie          | Mbagnick Ndiaye Sénégal         | Mustapha Abdallaoui Maroc Mohammed Amine Tayeb Algérie          |
| Open kg Toutes catégories         | Mohamed Sofiane Belrekaa Algérie | Maisara Elnagar Égypte          | Faïcel Jaballah Tunisie Dieudonné Dolassem Cameroun             |

### Par équipes
| Épreuves | Or      | Argent  | Bronze         |
| -------- | ------- | ------- | -------------- |
| Mixte    | Tunisie | Algérie | Cameroun Maroc |